# Basílica de San Patricio (Fremantle)
La Basílica de San Patricio (en inglés: St Patrick's Basilica) es una iglesia católica ubicada en Fremantle, Australia Occidental. Es una de las cinco iglesias de Australia con estatus de basílica menor.
La parroquia de San Patricio en Fremantle fue creada alrededor de 1850. En 1894, los Misioneros Oblatos de María Inmaculada llegaron a Australia desde Irlanda y les fue asignado el cuidado de la parroquia. 
La actual basílica fue diseñada por Michael Francis Cavanagh en estilo neogótico, la primera piedra fue colocada el 17 de marzo de 1898 (día de San Patricio) y se abrió la nave el 3 de junio de 1900, pero la iglesia no se inauguraría hasta el 24 de abril de 1960, cuando fue totalmente terminada.
La iglesia fue elevada al rango de basílica menor en 1994 por el Papa Juan Pablo II.